# إدموند دولارد
إدموند دولارد (بالإنجليزية: Edmund Dollard)‏ هو مدرب كرة سلة أمريكي، ولد في 12 فبراير 1885، وتوفي في 1964.